# Fred Rodriguez
Fred Rodriguez, född 3 september 1973 i Bogotá, Colombia, är en amerikansk professionell tävlingscyklist. Han kallas Fast Freddie då han är väldigt snabb i spurter. Han har vunnit de amerikanska landsvägsmästerskapen tre gånger samt en etapp i Giro d'Italia 2004.

## Karriär
Rodriguez tävlade för det amerikanska nationsstallet mellan 1992 och 1994. Även Lance Armstrong, Bobby Julich, George Hincapie, Jeff Evanshine, Chann McRae, och Kevin Livingston var med i stallet.
Rodriguez blev professionell med det amerikanska stallet Saturn 1996, men inför säsongen 1999 valde han att gå vidare till det italienska stallet Mapei.
Från 2008 till 2099 tävlade Rodriguez för det amerikanska stallet Rock & Republic Racing Team. Under 2008 slutade han trea på Commerce Bank International Championship i Philadelphia och tvåa på ING Direct Capital Criterium i Washington D.C. Under säsongen 2009 slutade Rodriguez på sjunde plats på etapp 4 och 5 av Tour of California.

## Meriter
- Giro d'Italia, 1 etapp
- Nationsmästerskapens linjelopp – 2000, 2001, 2004, 2013

## Stall
- Saturn 1996–1998
- Mapei 1999–2000

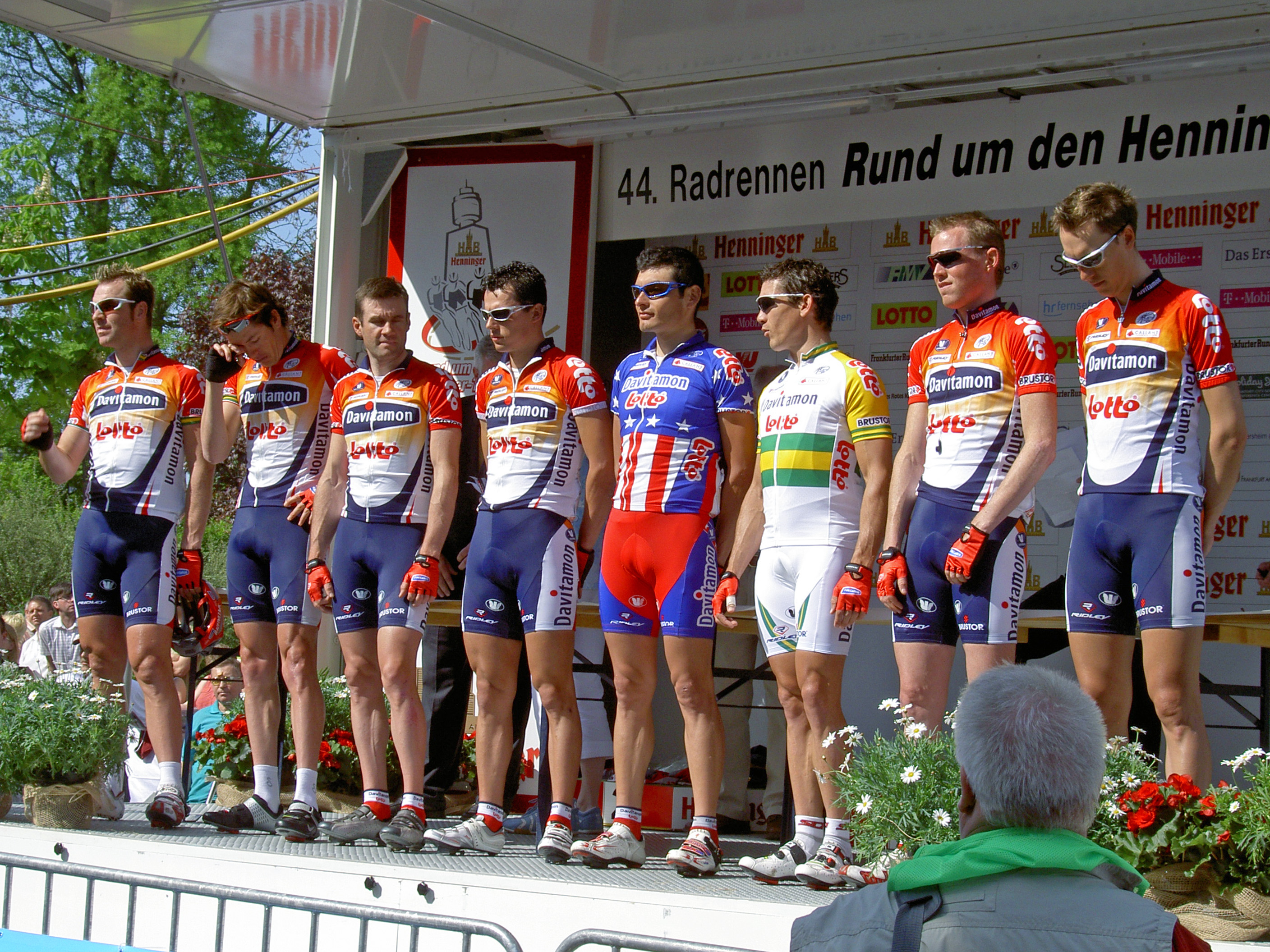
Fred Rodriguez, fyra från höger i den amerikanska mästartröjan, inför Rund um den Henninger Turm 2005.

- Domo-Farm Frites 2001–2002
- Vini Caldirola 2003
- Acqua & Sapone 2004
- Predictor-Lotto 2005–2007
- Rock & Republic Racing Team 2008–2009
- Team Exergy 2011–